# Mikołajów (powiat kazimierski)
Mikołajów – wieś sołecka w Polsce położona w województwie świętokrzyskim, w powiecie kazimierskim, w gminie Czarnocin.
Wieś w powiecie wiślickim w województwie sandomierskim w XVI wieku była własnością kasztelana zawichojskiego Mikołaja Ligęzy. W latach 1975–1998 miejscowość należała administracyjnie do województwa kieleckiego.
| SIMC    | Nazwa    | Rodzaj    |
| ------- | -------- | --------- |
| 0236010 | Jadzinek | część wsi |

## Historia
Według spisu powszechnego z dnia 1921, Mikołajów w ówczesnej gminie Czarkowy posiadał 25 domów i 163 mieszkańców